# Afromochtherus
Afromochtherus is een vliegengeslacht uit de familie van de roofvliegen (Asilidae).

## Soorten
- A. anatolicus Londt, 2002
- A. annulata (Martin, 1964)
- A. astiptus Londt, 2002
- A. atrox (Tsacas, 1969)
- A. fanovanensis (Bromley, 1942)
- A. griseola (Oldroyd, 1960)
- A. kolodrilus Londt, 2002
- A. malawi Londt, 2002
- A. megastylus Londt, 2002
- A. melanurus Londt, 2002
- A. mendax (Tsacas, 1969)
- A. mkomazi Londt, 2002
- A. peri Londt, 2002
- A. rufinota (Martin, 1964)
- A. sathus Londt, 2002
- A. unctus (Oldroyd, 1939)
- A. zoropegus Londt, 2002